# Rotari (okręg Prahova)
Rotari – wieś w Rumunii, w okręgu Prahova, w gminie Ceptura. W 2011 roku liczyła 793 mieszkańców.